# Cincinnati Challenger 1993
Il Cincinnati Challenger 1993 è stato un torneo di tennis facente parte della categoria ATP Challenger Series nell'ambito dell'ATP Challenger Series 1993. Il torneo si è giocato a Cincinnati negli Stati Uniti dal 2 al 7 agosto 1993 su campi in cemento.

## Vincitori

### Singolare
Doug Flach ha battuto in finale  Robbie Weiss con il punteggio di 7–6, 6–7, 6–4

### Doppio
Johan De Beer /  Kevin Ullyett hanno battuto in finale  Wayne Arthurs /  Leander Paes con il punteggio di 7–6, 6–4